# 利馬芬·博內法夏
利馬芬·博內法夏（荷蘭語：Liemarvin Bonevacia，1989年4月5日—），荷蘭田徑運動員，他代表荷蘭隊參加了日本舉行的2020年夏季奧林匹克運動會，並且在男子4×400米接力比賽上獲得銀牌。